# Leonas de Ponce 2010
Questa voce raccoglie le informazioni riguardanti le Leonas de Ponce nella stagione 2010.

## Organigramma societario
Area direttiva
- Presidente: César Trabanco

Area tecnica
- Allenatore: Rafael Olzagasti
- Assistente allenatore: José Mieles

## Rosa
| N° | Nome                 | Ruolo | Data di nascita  | Nazionalità sportiva |
| -- | -------------------- | ----- | ---------------- | -------------------- |
| 1  | Mary Spicer          | P     | 3 luglio 1987    | Stati Uniti          |
| 2  | Willyaris Flores     | L     | -                | Porto Rico           |
| 3  | Lorein Martínez      | C     | -                | Porto Rico           |
| 5  | Leichelie Guzmán     | S     | 11 febbraio 1990 | Porto Rico           |
| 6  | Lisette Watts        | C     | -                | Porto Rico           |
| 7  | Gloriana García      | C     | 15 dicembre 1987 | Porto Rico           |
| 8  | Lorraine Avilés      | S/O   | 25 giugno 1990   | Porto Rico           |
| 9  | Stephanie de la Mata | P     | -                | Porto Rico           |
| 10 | Angélica Padilla     | C     | -                | Porto Rico           |
| 11 | Jeannette Santiago   | P     | -                | Porto Rico           |
| 12 | Sarah Ammerman       | S     | 7 ottobre 1987   | Stati Uniti          |
| 15 | Keyla Vázquez        | S     | -                | Porto Rico           |
| 16 | Sonja Newcombe       | S     | 7 marzo 1988     | Stati Uniti          |
| 17 | Ana Rosa Luna        | C     | 16 marzo 1989    | Porto Rico           |

## Statistiche

### Statistiche di squadra
| Competizione | Punti | In casa | In casa | In casa | In trasferta | In trasferta | In trasferta | Totale | Totale | Totale |
| Competizione | Punti | G       | V       | P       | G            | V            | P            | G      | V      | P      |
| ------------ | ----- | ------- | ------- | ------- | ------------ | ------------ | ------------ | ------ | ------ | ------ |
| LVSF         | 30    | -       | -       | -       | -            | -            | -            | 22     | 8      | 14     |
| Totale       | -     | -       | -       | -       | -            | -            | -            | 22     | 8      | 14     |

G = partite giocate; V = partite vinte; P = partite perse